# إيمانويل أباتي
إيمانويل أباتي (بالإيطالية: Emanuele Abate) هو منافس ألعاب قوى إيطالي، ولد في 8 يوليو 1985 في جنوة في إيطاليا.

## وصلات خارجية
- إيمانويل أباتي على موقع الاتحاد الدولي لألعاب القوى (الإنجليزية)
- إيمانويل أباتي على موقع الاتحاد الإيطالي لألعاب القوى (الإيطالية)
- إيمانويل أباتي على موقع الدوري الماسي (الإنجليزية)
- إيمانويل أباتي على موقع أوليمبيديا (الإنجليزية)